# Lynton

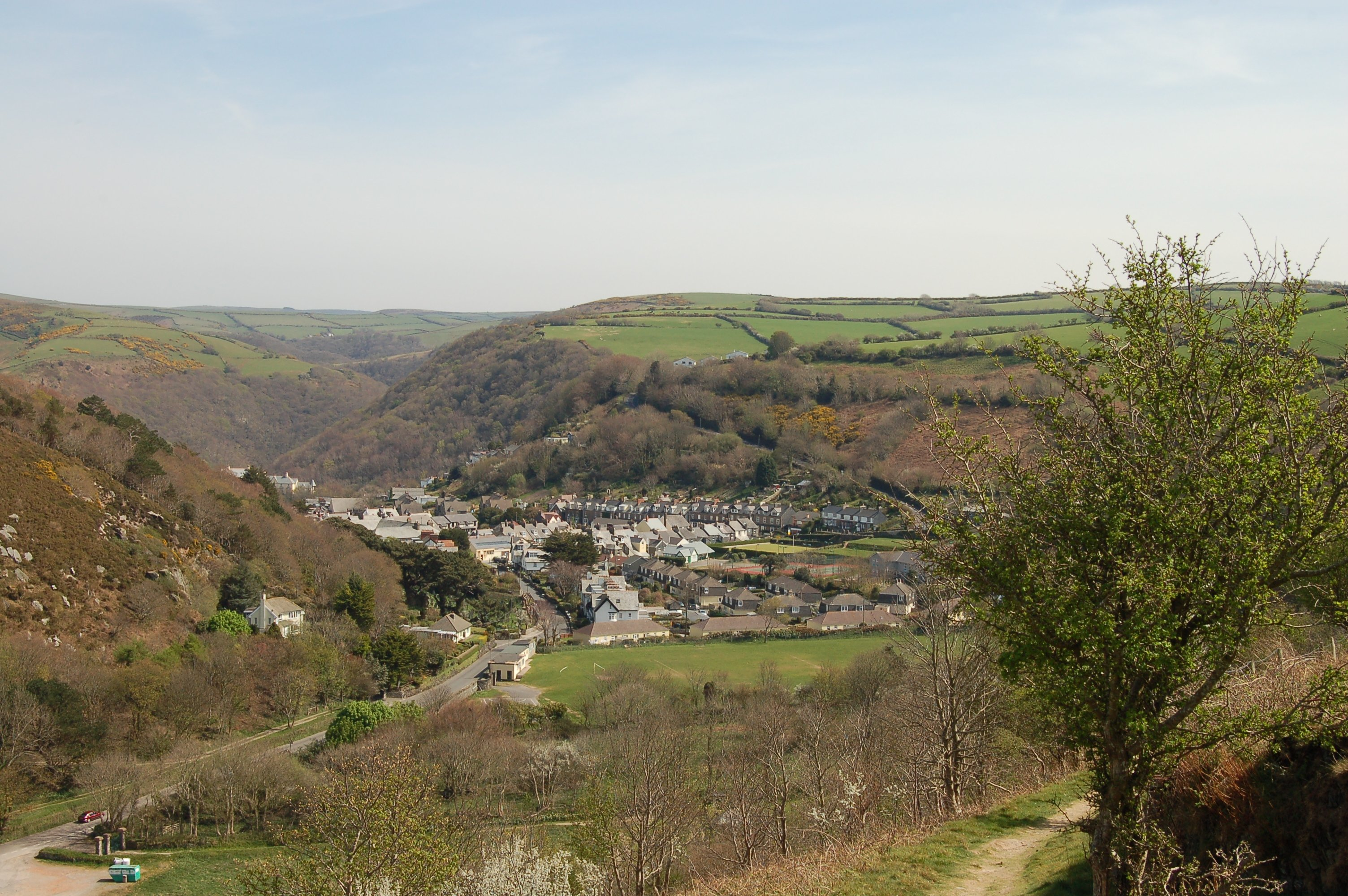
Uma vista de Lynton.

Lynton é um pequeno vilarejo situado em Devon, Inglaterra. Ele está localizado na extremidade norte de Exmoor e fica no alto de um desfiladeiro sobre Lynmouth, cuja ligação é feita pela Lynton and Lynmouth Cliff Railway. A estação de Lynton & Lynmouth foi outrora o ponto final da linha Lynton and Barnstaple Railway, que servia ambas cidades.
As duas cidades são governadas em nível local pelo Conselho de Lynton e Lynmouth (em inglês:  Lynton and Lynmouth Town Council).
Muitos dos edifícios da cidade foram construídos no final do século XIX e início do século XX.

## Cidade-irmã
Lynton, juntamente com a localidade vizinha Lynmouth, é geminada com:
- Bénouville, França